# Easedale Tarn
Der Easedale Tarn ist ein kleiner See oder Tarn im Lake District, Cumbria, England. Der See liegt im Grasmere Common östlich des High Raise und westlich von Grasmere. Der Abfluss des benachbarten Codale Tarn von Westen ist der einzige nennenswerte Zufluss des Easedale Tarn. Der Sour Milk Gill im Osten des Sees ist der Abfluss des Easedale Tarn.